# Список нагород та номінацій Дені Вільнева
Дені Вільнев (фр. Denis Villeneuve) — франко-канадський кінорежисер, продюсер і сценарист.
Вільнев почав кар'єру в кіноіндустрії зі зйомок короткометражних фільмів, але згодом перейшов до повнометражних картин. Першою з них стала драма «32-ге серпня на Землі» (1998), до якої він також написав сценарій. Після цього він написав та зняв кілька інших драматичних фільмів, як-от «Вир» (2000) та «Політех» (2009). Серед його основних робіт є військова драма «Пожежі» (2010), психологічна драма «Ворог» (2013), трилери «Полонянки» (2013) та «Сікаріо» (2015), а також науково-фантастичні фільми «Прибуття», «Той, хто біжить по лезу 2049» (2017) і «Дюна» (2021).
Вільнев отримав численні нагороди та номінації, включно з п'ятьма номінаціями на премію БАФТА за найкращий неангломовний фільм («Пожежі»), найкращу режисерську роботу («Прибуття», «Той, хто біжить по лезу 2049»), найкращий фільм і найкращий адаптований сценарій («Дюна»). Він є чотириразовим номінантом на премію «Оскар» за найкращий міжнародний художній фільм («Пожежі»), найкращий адаптований сценарій («Дюна») і найкращу режисерську роботу («Прибуття», «Дюна»). Також Вільнев отримав дві номінації на «Золотий глобус» за найкращий фільм та найкращу режисерську роботу («Дюна»).

## Фільми

### «32 серпня на Землі»
«32-ге серпня на Землі» (фр. Un 32 août sur terre) — драматичний фільм 1998 року, що оповідає про фотомодель, яка після дорожньо-транспортної пригоди вирішує зачати дитину від кращого друга, щоби надати своєму життю якогось сенсу. Фільм, який є повнометражним дебютом Вільнева, був написаний і знятий ним, тоді як ролі виконали Паскаль Бюсс'єр та Еммануель Білодо.
| Рік  | Подія         | Категорія                   | Результат | Прим. |
| ---- | ------------- | --------------------------- | --------- | ----- |
| 1999 | Премія Джутра | Найкраща режисерська робота | Номінація | [ 1 ] |
| 1999 | Премія Джутра | Найкращий сценарій          | Номінація | [ 1 ] |

### «Вир»
«Вир» (Maelström) — психологічна драма 2000 року, що оповідає про молоду підприємицю, яка страждає на депресію й зав'язує романтичні стосунки із сином людини, яку вона вбила внаслідок дорожньо-транспортної пригоди, після якої втекла. Фільм був написаний і знятий Вільневим, тоді як головну роль виконала Марі-Жозе Кроз.
| Рік  | Подія                                 | Категорія                                    | Результат | Прим. |
| ---- | ------------------------------------- | -------------------------------------------- | --------- | ----- |
| 2000 | Монреальський кінофестиваль           | Найкращий канадський фільм                   | Перемога  | [ 2 ] |
| 2000 | Міжнародний кінофестиваль у Торонто   | Найкращий канадський фільм — особлива згадка | Перемога  | [ 3 ] |
| 2000 | Премія Асоціації кінокритиків Торонто | Найкращий канадський фільм                   | 2-е місце | [ 4 ] |
| 2001 | Премія «Геній»                        | Найкраща режисерська робота                  | Перемога  | [ 5 ] |
| 2001 | Премія «Геній»                        | Найкращий сценарій                           | Перемога  | [ 5 ] |
| 2001 | Берлінський міжнародний кінофестиваль | Приз ФІПРЕССІ                                | Перемога  | [ 6 ] |
| 2001 | Премія Джутра                         | Найкраща режисерська робота                  | Перемога  | [ 7 ] |
| 2001 | Премія Джутра                         | Найкращий сценарій                           | Перемога  | [ 7 ] |
| 2001 | Премія Гуртка кінокритиків Ванкувера  | Найкращий канадський фільм                   | Перемога  | [ 8 ] |
| 2001 | Премія Гуртка кінокритиків Ванкувера  | Найкращий канадський режисер                 | Перемога  | [ 8 ] |

### «Поверхом вище»
«Поверхом вище» (англ. Next Floor) — короткометражний фільм 2008 року, який переважно немає слів та оповідає про групу з одинадцяти людей, які нескінченно наїдаються їжею на бенкеті. Фільм був знятий Вільневим за сценарієм Жака Давідтса.
| Рік  | Нагорода / Подія                    | Категорія                                   | Результат | Прим.  |
| ---- | ----------------------------------- | ------------------------------------------- | --------- | ------ |
| 2008 | Каннський кінофестиваль             | Приз від Canal+                             | Перемога  | [ 9 ]  |
| 2008 | Міжнародний кінофестиваль у Торонто | Найкращий канадський короткометражний фільм | Перемога  | [ 10 ] |
| 2009 | Премія Джутра                       | Найкращий короткометражний фільм            | Перемога  | [ 11 ] |
| 2009 | Премія «Геній»                      | Найкраща художня короткометражна драма      | Перемога  | [ 12 ] |

### «Політех»
«Політех» (фр. Polytechnique) — драматичний фільм 2009 року, що ґрунтується на трагічній стрілянині у Політехнічній школі Монреаля в 1989 році та відтворює події інциденту очима двох студентів, які стають свідками події. Фільм був знятий Вільневим, який написав його спільно з Жаком Давідтсом, тоді як ролі виконали Максим Годетт, Себастьян Юбердо та Карін Ванасс.
| Рік  | Подія          | Категорія                   | Результат | Прим.  |
| ---- | -------------- | --------------------------- | --------- | ------ |
| 2010 | Премія Джутра  | Найкраща режисерська робота | Перемога  | [ 13 ] |
| 2010 | Премія «Геній» | Найкраща режисерська робота | Перемога  | [ 14 ] |

### «Пожежі»
«Пожежі» (фр. Incendies) — драматичний фільм 2010 року, що ґрунтується на однойменній п'єсі Ваджи Муавада та оповідає про трьох канадських близнюків, які вирушають до рідної країни своєї матері на Середньому Сході, щоби розкрити її таємниче минуле поки довкола відбувається громадянська війна. Фільм був знятий Вільневим, який написав сценарій спільно з Валері Богран-Шампан, тоді як ролі виконали Любна Азабаль, Мелісса Дезормо-Пулен та Максим Годетт.
| Рік  | Подія                                    | Категорія                                           | Результат | Прим.  |
| ---- | ---------------------------------------- | --------------------------------------------------- | --------- | ------ |
| 2010 | Міжнародний кінофестиваль у Торонто      | Найкращий канадський повнометражний фільм           | Перемога  | [ 15 ] |
| 2010 | Кінофестиваль в Атланті                  | Найкращий канадський повнометражний фільм           | Перемога  | [ 15 ] |
| 2010 | Міжнародний кінофестиваль у Ванкувері    | Найкращий канадський художній фільм                 | Перемога  | [ 16 ] |
| 2010 | Міжнародний кінофестиваль у Вальядоліді  | Приз глядацьких симпатій                            | Перемога  | [ 17 ] |
| 2010 | Міжнародний кінофестиваль у Вальядоліді  | Найкращий сценарій                                  | Перемога  | [ 17 ] |
| 2010 | Міжнародний кінофестиваль у Вальядоліді  | Приз молодіжного журі                               | Перемога  | [ 17 ] |
| 2010 | Премія Асоціації кінокритиків Торонто    | Найкращий канадський фільм                          | Перемога  | [ 18 ] |
| 2011 | Премія Гуртка кінокритиків Ванкувера     | Найкращий канадський фільм                          | Перемога  | [ 19 ] |
| 2011 | Премія Гуртка кінокритиків Ванкувера     | Найкращий режисер канадського фільму                | Перемога  | [ 19 ] |
| 2011 | Роттердамський міжнародний кінофестиваль | Приз глядацьких симпатій                            | Перемога  | [ 20 ] |
| 2011 | Кінофестиваль в Аделаїді                 | Міжнародна премія за найкращий повнометражний фільм | Перемога  | [ 21 ] |
| 2011 | Премія «Оскар»                           | Найкращий міжнародний художній фільм                | Номінація | [ 22 ] |
| 2011 | Премія «Геній»                           | Найкраща режисерська робота                         | Перемога  | [ 23 ] |
| 2011 | Премія «Геній»                           | Найкращий адаптований сценарій                      | Перемога  | [ 23 ] |
| 2011 | Премія Джутра                            | Найкраща режисерська робота                         | Перемога  | [ 24 ] |
| 2011 | Премія Джутра                            | Найкращий сценарій                                  | Перемога  | [ 24 ] |
| 2011 | Вільнюський міжнародний кінофестиваль    | Приз глядацьких симпатій                            | Перемога  | [ 25 ] |
| 2011 | Премія Давида ді Донателло               | Найкращий іноземний фільм                           | Номінація | [ 26 ] |
| 2011 | Премія Спільноти кінокритиків Нью-Йорка  | Найкращий фільм іноземною мовою                     | 2-е місце | [ 27 ] |
| 2011 | Премія Спілки кінокритиків Бостона       | Найкращий фільм іноземною мовою                     | Перемога  | [ 28 ] |
| 2011 | Премія Асоціації кінокритиків Чикаго     | Найкращий фільм іноземною мовою                     | Номінація | [ 29 ] |
| 2012 | Премія «Люм'єр»                          | Найкращий франкомовний фільм                        | Перемога  | [ 30 ] |
| 2012 | Премія БАФТА                             | Найкращий неангломовний фільм                       | Номінація | [ 31 ] |
| 2012 | Премія Асоціації кінокритиків Австралії  | Найкращий закордонний фільм англійською мовою       | Перемога  | [ 32 ] |
| 2012 | Премія «Сезар»                           | Найкращий фільм іноземною мовою                     | Номінація | [ 33 ] |

### «Полонянки»
«Полонянки» (англ. Prisoners) — трилер 2013 року, який оповідає про викрадення двох дівчаток у Пенсільванії. Фільм був знятий Вільневим за сценарієм Аарон Гузіковским, тоді як ролі виконали Г'ю Джекман, Джейк Джилленгол, Віола Девіс, Марія Белло, Терренс Говард, Мелісса Лео і Пол Дано.
| Рік  | Подія                               | Категорія           | Результат | Прим.  |
| ---- | ----------------------------------- | ------------------- | --------- | ------ |
| 2013 | Міжнародний кінофестиваль у Торонто | Приз «Вибір народу» | 3-е місце | [ 34 ] |

### «Ворог»
«Ворог» (англ. Enemy) — психологічна драма 2013 року, що є вільною адаптацією роману «Двійник» Жозе Сарамагу та оповідає про викладача коледжу, який помічає у фільмі з відеопрокату актора, який виявляється його фізичною копією, і стає одержимий ним. Фільм знятий Вільневим за сценарієм Хав'єр Гуллона, тоді як ролі виконали Джейк Джилленгол, Мелані Лоран, Сара Гадон та Ізабелла Росселліні.
| Рік  | Подія                                | Категорія                            | Результат | Прим.  |
| ---- | ------------------------------------ | ------------------------------------ | --------- | ------ |
| 2013 | Кінофестиваль в Абу-Дабі             | Найкращий сюжет                      | Номінація | [ 35 ] |
| 2014 | Канадська кінопремія                 | Найкраща режисерська робота          | Перемога  | [ 36 ] |
| 2014 | Премія Гуртка кінокритиків Ванкувера | Найкращий режисер канадського фільму | Перемога  | [ 37 ] |
| 2015 | Премія Джутра                        | Найкраща режисерська робота          | Номінація | [ 38 ] |

### «Сікаріо»
«Сікаріо» (ісп. Sicario) — трилер 2015 року з елементами бойовика, що оповідає про принципового агента ФБР, яку завербувала урядова оперативна група, щоби знищити лідера могутнього та жорстокого мексиканського наркокартелю. Фільм знятий Вільневим за сценарієм Тейлора Шерідана, тоді як ролі виконали Емілі Блант, Бенісіо дель Торо та Джош Бролін.
| Рік  | Подія                                              | Категорія                   | Результат | Прим.  |
| ---- | -------------------------------------------------- | --------------------------- | --------- | ------ |
| 2015 | Премія Асоціації кінокритиків Далласа — Форт-Верта | Найкраща режисерська робота | 5-е місце | [ 39 ] |
| 2015 | Премія Онлайн-товариства кінокритиків              | Найкраща режисерська робота | Номінація | [ 40 ] |

### «Прибуття»
«Прибуття» (англ. Arrival) — науково-фантастична драма 2016 року, яка є адаптацією повісті «Історія твого життя» Теда Чана та оповідає про лінгвіста, яку вербує американська армія, щоби дізнатися, як спілкуватися з іншопланетянами, які прибули на Землю, до того, як напруженість призведе до війни. Фільм знятий Вільневим за сценарієм Еріка Гайссерера, тоді як ролі виконали Емі Адамс, Джеремі Реннер, Форест Вітакер, Майкл Стулбарг та Ці Ма.
| Рік  | Подія                                              | Категорія                                  | Результат | Прим.  |
| ---- | -------------------------------------------------- | ------------------------------------------ | --------- | ------ |
| 2016 | Венеційський міжнародний кінофестиваль             | Цифрова премія Фестивалю майбутніх фільмів | Перемога  | [ 41 ] |
| 2016 | Венеційський міжнародний кінофестиваль             | «Золотий лев»                              | Номінація | [ 41 ] |
| 2016 | Премія Асоціації кінокритиків Вашингтона           | Найкраща режисерська робота                | Номінація | [ 42 ] |
| 2016 | Премія «Вибір критиків»                            | Найкраща режисерська робота                | Номінація | [ 43 ] |
| 2016 | Премія Гуртка кінокритиків Сан-Франциско           | Найкраща режисерська робота                | Номінація | [ 44 ] |
| 2016 | Премія Асоціації кінокритиків Далласа — Форт-Верта | Найкраща режисерська робота                | 5-е місце | [ 45 ] |
| 2016 | Премія Асоціації кінокритиків Сент-Луїса           | Найкраща режисерська робота                | 2-е місце | [ 46 ] |
| 2016 | Опитування критиків IndieWire                      | Найкраща режисерська робота                | 7-е місце | [ 47 ] |
| 2016 | Премія Гуртка кінокритиків Ванкувера               | Найкраща режисерська робота                | Номінація | [ 48 ] |
| 2016 | Премія Жіночого альянсу кіножурналістів            | Найкраща режисерська робота                | Номінація | [ 49 ] |
| 2016 | Премія Асоціації кінокритиків Остіна               | Найкраща режисерська робота                | Номінація | [ 50 ] |
| 2016 | Премія Онлайн-товариства кінокритиків              | Найкраща режисерська робота                | Номінація | [ 51 ] |
| 2017 | Премія Товариства кінокритиків Сіетла              | Найкраща режисерська робота                | Номінація | [ 52 ] |
| 2017 | Премія Товариства кінокритиків Х'юстона            | Найкраща режисерська робота                | Номінація | [ 53 ] |
| 2017 | Премія AACTA                                       | Найкраща режисерська робота                | Номінація | [ 54 ] |
| 2017 | Премія Асоціації кінокритиків Джорджії             | Найкраща режисерська робота                | Номінація | [ 55 ] |
| 2017 | Премія Товариства кінокритиків Денвера             | Найкраща режисерська робота                | Номінація | [ 56 ] |
| 2017 | Премія Гільдії режисерів Америки                   | Найкраща режисерська робота                | Номінація | [ 57 ] |
| 2017 | Премія БАФТА                                       | Найкраща режисерська робота                | Номінація | [ 58 ] |
| 2017 | Премія «Оскар»                                     | Найкраща режисерська робота                | Номінація | [ 59 ] |
| 2017 | Премія «Імперія»                                   | Найкраща режисерська робота                | Номінація | [ 60 ] |
| 2017 | Премія Рея Бредбері                                | Найкраща драматична постановка             | Перемога  | [ 61 ] |
| 2017 | Премія «Сатурн»                                    | Найкраща режисерська робота                | Номінація | [ 62 ] |
| 2017 | Премія Г'юго                                       | Найкраща драматична постановка             | Перемога  | [ 63 ] |
| 2017 | Премія «Аврора»                                    | Найкраща візуальна постановка              | Перемога  | [ 64 ] |

### «Той, хто біжить по лезу 2049»
«Той, хто біжить по лезу 2049» (англ. Blade Runner 2049) — неонуарний науково-фантастичний фільм 2017 року, який є продовженням «Того, хто біжить по лезу» (1982) та оповідає про репліканта, що працює на департамент поліції Лос-Анджелеса й розкриває таємницю, яка загрожує дестабілізувати суспільство та перебіг цивілізації. Фільм знятий Вільневим за сценарієм Гемптона Фенчера і Майкла Гріна, тоді як ролі виконали Раян Гослінг, Гаррісон Форд, Ана де Армас, Сільвія Гукс, Робін Райт, Маккензі Девіс, Карла Юрі, Ленні Джеймс, Дейв Батиста і Джаред Лето.
| Рік  | Подія                                    | Категорія                   | Результат | Прим.  |
| ---- | ---------------------------------------- | --------------------------- | --------- | ------ |
| 2017 | Премія Гуртка кінокритиків Дубліна       | Найкраща режисерська робота | 2-е місце | [ 65 ] |
| 2017 | Премія Асоціації кінокритиків Сент-Луїса | Найкраща режисерська робота | Номінація | [ 66 ] |
| 2017 | Премія Товариства кінокритиків Сіетла    | Найкраща режисерська робота | Номінація | [ 67 ] |
| 2017 | Нагорода «Найкраще за 2017 рік» від IGN  | Найкраща режисерська робота | Перемога  | [ 68 ] |
| 2018 | Премія Асоціації кінокритиків Остіна     | Найкраща режисерська робота | Номінація | [ 69 ] |
| 2018 | Премія БАФТА                             | Найкраща режисерська робота | Номінація | [ 70 ] |
| 2018 | Премія «Сатурн»                          | Найкраща режисерська робота | Номінація | [ 71 ] |

### «Дюна»
«Дюна» (англ. Dune) — епічний науково-фантастичний фільм 2021 року, який є першою частиною адаптації однойменного роману Френка Герберта та оповідає про Пол Атріда, коли його сім'я зі шляхетного дому Атрідів стає втягнутою у війну за смертоносну й непридатну пустельну планету Арракіс. Фільм знятий Вільневим за сценарієм, який він написав спільно з Джоном Спейтсом та Еріком Ротом, тоді як ролі виконали Тімоті Шаламе, Ребекка Фергюсон, Оскар Айзек, Джош Бролін, Стеллан Скашгорд, Дейв Батиста, Стівен Гендерсон, Зендея, Девід Дастмалчян, Чанг Чен, Шерон Данкен-Брюстер, Шарлотта Ремплінґ, Джейсон Момоа і Хав'єр Бардем.
| Рік  | Подія                                                    | Категорія                                                 | Результат    | Прим.  |
| ---- | -------------------------------------------------------- | --------------------------------------------------------- | ------------ | ------ |
| 2021 | Премія Асоціації кінокритиків Вашингтона                 | Найкраща режисерська робота                               | Номінація    | [ 72 ] |
| 2021 | Премія Асоціації кінокритиків Вашингтона                 | Найкращий адаптований сценарій                            | Номінація    | [ 72 ] |
| 2021 | Премія Асоціації кінокритиків Сент-Луїса                 | Найкраща режисерська робота                               | Номінація    | [ 73 ] |
| 2021 | Премія Асоціації кінокритиків Сент-Луїса                 | Найкращий адаптований сценарій                            | Номінація    | [ 73 ] |
| 2021 | Премія Асоціації кінокритиків Далласа — Форт-Верта       | Найкращий фільм                                           | 2-е місце    | [ 74 ] |
| 2021 | Премія Асоціації кінокритиків Далласа — Форт-Верта       | Найкраща режисерська робота                               | 2-е місце    | [ 74 ] |
| 2022 | Премія «Золотий глобус»                                  | Найкращий фільм                                           | Номінація    | [ 75 ] |
| 2022 | Премія «Золотий глобус»                                  | Найкраща режисерська робота                               | Номінація    | [ 75 ] |
| 2022 | Премія Гуртка кінокритиків Сан-Франциско                 | Найкраща режисерська робота                               | Номінація    | [ 76 ] |
| 2022 | Премія Гуртка кінокритиків Сан-Франциско                 | Найкращий адаптований сценарій                            | Номінація    | [ 76 ] |
| 2022 | Премія Товариства кінокритиків Сан-Дієго                 | Найкращий фільм                                           | Номінація    | [ 77 ] |
| 2022 | Премія Товариства кінокритиків Сан-Дієго                 | Найкраща режисерська робота                               | Номінація    | [ 77 ] |
| 2022 | Премія Асоціації кінокритиків Остіна                     | Найкращий фільм                                           | Номінація    | [ 78 ] |
| 2022 | Премія Асоціації кінокритиків Остіна                     | Найкраща режисерська робота                               | Номінація    | [ 78 ] |
| 2022 | Премія Асоціації кінокритиків Остіна                     | Найкращий адаптований сценарій                            | Номінація    | [ 78 ] |
| 2022 | Премія Асоціації кінокритиків Торонто                    | Найкраща режисерська робота                               | 2-е місце    | [ 79 ] |
| 2022 | Премія Товариства кінокритиків Сіетла                    | Найкращий фільм                                           | Номінація    | [ 80 ] |
| 2022 | Премія Товариства кінокритиків Сіетла                    | Найкраща режисерська робота                               | Номінація    | [ 80 ] |
| 2022 | Премія Товариства кінокритиків Х'юстона                  | Найкращий фільм                                           | Номінація    | [ 81 ] |
| 2022 | Премія Товариства кінокритиків Х'юстона                  | Найкраща режисерська робота                               | Номінація    | [ 81 ] |
| 2022 | Премія Онлайн-товариства кінокритиків                    | Найкращий фільм                                           | Номінація    | [ 82 ] |
| 2022 | Премія Онлайн-товариства кінокритиків                    | Найкраща режисерська робота                               | Номінація    | [ 82 ] |
| 2022 | Премія Онлайн-товариства кінокритиків                    | Найкращий адаптований сценарій                            | Номінація    | [ 82 ] |
| 2022 | Премія Жіночого альянсу кіножурналістів                  | Найкращий адаптований сценарій                            | Номінація    | [ 83 ] |
| 2022 | Премія AACTA                                             | Найкращий фільм                                           | Номінація    | [ 84 ] |
| 2022 | Премія AACTA                                             | Найкраща режисерська робота                               | Перемога     | [ 84 ] |
| 2022 | Премія Лондонського гуртка кінокритиків                  | Фільм року                                                | Номінація    | [ 85 ] |
| 2022 | Премія Лондонського гуртка кінокритиків                  | Найкраща режисерська робота                               | Номінація    | [ 85 ] |
| 2022 | Премія «Сценарист» від Університету Південної Каліфорнії | Найкращий адаптований сценарій                            | В очікуванні | [ 86 ] |
| 2022 | Премія «Золоте дербі»                                    | Найкращий фільм                                           | В очікуванні | [ 87 ] |
| 2022 | Премія «Золоте дербі»                                    | Найкраща режисерська робота                               | В очікуванні | [ 87 ] |
| 2022 | Премія «Золоте дербі»                                    | Найкращий адаптований сценарій                            | В очікуванні | [ 87 ] |
| 2022 | Премія Голлівудської асоціації критиків                  | Найкращий фільм                                           | В очікуванні | [ 88 ] |
| 2022 | Премія Голлівудської асоціації критиків                  | Найкраща режисерська робота                               | В очікуванні | [ 88 ] |
| 2022 | Премія Гільдії режисерів Америки                         | Найкраща режисерська робота                               | В очікуванні | [ 89 ] |
| 2022 | Премія «Вибір критиків»                                  | Найкращий фільм                                           | В очікуванні | [ 90 ] |
| 2022 | Премія «Вибір критиків»                                  | Найкраща режисерська робота                               | В очікуванні | [ 90 ] |
| 2022 | Премія «Вибір критиків»                                  | Найкращий адаптований сценарій                            | В очікуванні | [ 90 ] |
| 2022 | Премія БАФТА                                             | Найкращий фільм                                           | В очікуванні | [ 91 ] |
| 2022 | Премія БАФТА                                             | Найкращий адаптований сценарій                            | В очікуванні | [ 91 ] |
| 2022 | Премія «Супутник»                                        | Найкращий фільм                                           | В очікуванні | [ 92 ] |
| 2022 | Премія «Супутник»                                        | Найкраща режисерська робота                               | В очікуванні | [ 92 ] |
| 2022 | Премія «Супутник»                                        | Найкращий адаптований сценарій                            | В очікуванні | [ 92 ] |
| 2022 | Премія Гільдії продюсерів Америки                        | Премія Дерріла Ф. Занука за найкращий спродюсований фільм | В очікуванні | [ 93 ] |
| 2022 | Премія «Оскар»                                           | Найкращий фільм                                           | В очікуванні | [ 94 ] |
| 2022 | Премія «Оскар»                                           | Найкращий адаптований сценарій                            | В очікуванні | [ 94 ] |

## Інші кінопремі'ї
| Рік  | Подія                                   | Категорія                            | Результат | Прим.  |
| ---- | --------------------------------------- | ------------------------------------ | --------- | ------ |
| 2011 | Н/Д                                     | Премія Національного центру мистецтв | Перемога  | [ 95 ] |
| 2022 | Премія Гільдії художників-постановників | Премія Вільяма Кемерона Мензіса      | Перемога  | [ 96 ] |